# Gépébus Oréos 2X
 (juin 2015).
Si vous disposez d'ouvrages ou d'articles de référence ou si vous connaissez des sites web de qualité traitant du thème abordé ici, merci de compléter l'article en donnant les références utiles à sa vérifiabilité et en les liant à la section « Notes et références ».
L’Oréos 2X est un minibus électrique de 22 places dont 13 assises, de la gamme Gépébus, du constructeur PVI. En plus d’être très présent dans les parcs automobiles des collectivités territoriales[réf. nécessaire], l’Oréos 2X est parmi les premiers véhicules de transport électrique de ce genre à avoir été produit en série en France[réf. nécessaire].
Véhicule entièrement électrique, ce minibus permet de réduire l’impact environnemental de la question des transports pour les collectivités locales ou autres acteurs privés ayant besoin de ce type de véhicule.

## Caractéristiques techniques
- Vitesse maximale : plus de 70 km/h
- Autonomie : 120 km pour une charge complète
- Taux de récupération d’énergie au freinage ou pendant les décélérations : environ 20 %

L’Oréos 2X utilise des batteries Lithium-ion pouvant être rechargées sans l’utilisation d’équipement particulier (chargeur), celui-ci étant intégré à l’appareil. Le châssis est celui de l'Iveco Daily et la carrosserie est celle du minibus Vehixel Cytios Advance.

## Aménagement

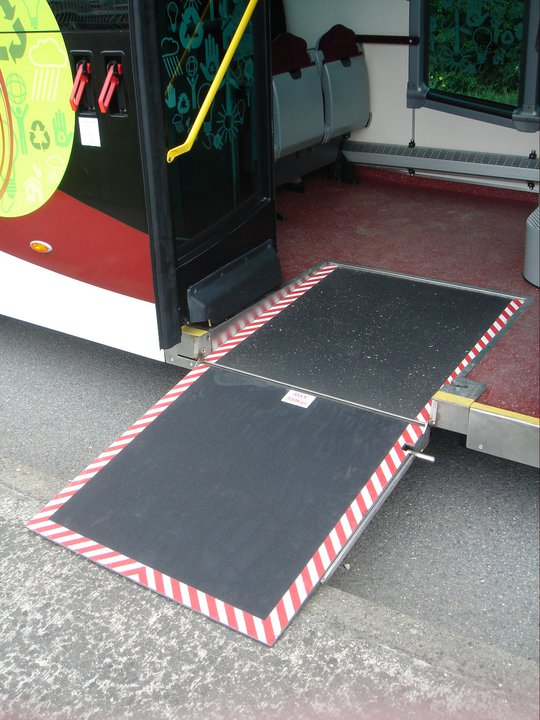
Rampe d'accès pour les personnes à mobilité réduite

L'Oréos 2X peut transporter 22 voyageurs maximum dont 13 assis.
Le bus est équipé d'un système d'accès pour les personnes à mobilité réduite.

## Exploitation
On trouve actuellement en exploitation des Oréos 2X dans les réseaux de transport en commun des villes de :
- Provins (Seine-et-Marne), exploités sur le réseau de bus Provinois - Brie et Seine et anciennement par ProCars[2] ;
- Orléans Métropole (Loiret), exploités par le réseau TAO
- Chevreuse (Yvelines), exploités par la SAVAC ;
- Paris, la RATP utilise ces véhicules pour la ligne de proximité dite Traverse Batignolles-Bichat (518)[3].